# Кандидатура народного единства
Кандидатура народного единства (кат. Candidatura d'Unitat Popular, CUP) — левая отделенческая политическая партия, образованная на территории автономного сообщества Каталония 14 декабря 1986 года.

## История

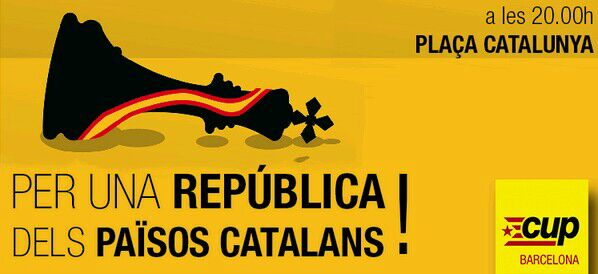
(Каталанск.: За республику всех каталонских земель) плакат CUP на антимонархческом митинге, ставшем преддверием к референдуму о независимости Каталонии в октябре 2017 года

### Муниципальные выборы
В 2003 году члены партии стали заметной силой на выборах в местные советы каталонских муниципалитетов, получив 4 депутатских места в трёх городах региона и войдя в состав правящей коалиции ещё в 8-ми других. В 2007 году получила 0,65 % всех голосов на муниципальных выборах, затем 2,16 % в 2011 году.

### Парламентские выборы в Каталонии
В 2012 году впервые участвовала в парламентских выборах в местный региональный 135-местный парламент Каталонии и получила там 3 места. Апогеем развития для партии стали выборы 2015 года в местный региональный 135-местный парламент, накануне которых она сформировала коалицию «Кандидатура народного единства — Конституционный призыв», поддержанную рядом других социалистических («Вперёд — Социалистическая организация национального освобождения» и «Свободный народ»), экологистских («Зелёные — Зелёная альтернатива»), троцкистских («Интернационалистская борьба», «В борьбе», «Красное течение») и феминистических политических групп, а также радикальной молодёжной организацией «Arran», каталонским рабочим и студенческим профсоюзами. Возглавили список журналист и музыкант Антонио Баньос и преподавательница и социальная работница Анна Габриэль; в него также вошли писатель и историк Жулия де Жодар, антрополог Мануэль Дельгадо, актёр Сержи Лопес, экс-футболист Олегер.
По итогам выборов партия получила 8,2 % голосов избирателей и 10 мест в Парламенте, став решающей силой в формировании правящей отделенческой коалиции вместе с альянсом Вместе за «Да», которая привела в итоге к референдуму и провозглашению независимости Каталонии в 2017 году (ведь в конце 2016 года, шантажируя голосованием за бюджет, CUP потребовала от коалиции выполнить своё предвыборное обещание и вынести в следующем году вопрос о независимости на референдум). После референдума единственной из партий каталонского парламента требовала однозначного одностороннего провозглашения независимой республики. В ответ на силовые действия Мадрида партия призвала к массовому гражданскому неповиновению.

### Идеология
Партия занимает более радикальные социалистические и антикапиталистические позиции, чем Левая республиканская партия Каталонии, находясь в одной идеологической нише с местным отделением партии Подемос. Кандидатура народного единства продвигает идеологию панкаталанизма, имеет 3-x представителей в муниципальных органах власти в соседнем АР Валенсия. Считает, что все Каталонские земли должны выйти из состава монархической Испании и сформировать независимую республику. По результатам парламентских выборов 2017 года партия, хоть и потеряла значительное количество мест (-6), но её представительство из 4—x депутатов вновь оказалось ключевым для формирования коалиции партий за независимость. Здесь на руку отделенческим леворадикалам сыграл тот факт что самый ярый сторонник унионизма — Народная партия Каталонии, которую поддержал лично Мариано Рахой, потеряла ещё большее количество голосов избирателей, а с ними и мест в Парламенте (-7).